# ناهمدوسی کوانتومی

در پراکندگی کلاسیک در برخورد با فوتون‌های محیط، حرکت محل برخورد به خاطر برخورد فوتون‌ها تغییر نخواهد کرد. چرا که به‌طور میانگین این برخوردها خنثی می‌شوند. در پراکندگی کوانتومی برهمکنش بین فوتون‌های پراکنده و هدف برهمنهی‌شده باعث درهم‌تنیدگی شده و همدوسی فاز را از هدف به کل سامانه گسترش می‌دهد که باعث غیرقابل مشاهده شدن الگوهای تداخلی می‌شود.

ناهمدوسی کوانتومی (به انگلیسی: Quantum decoherence) از دست دادن همدوسی کوانتومی است. در مکانیک کوانتومی ذرات مانند الکترون توسط یک تابع موج، یک توصیف ریاضی حالت کوانتومی یک سیستم، توصیف می‌شوند؛ طبیعت احتمالی تابع موج باعث به وجود آمدن اثرات کوانتومی مختلف می‌شود. تا زمانی که رابطه قابل تعریف بین فاز و حالت‌های مختلف این سیستم وجود دارد، این سیستم همدوس است. همدوسی خاصیت بنیادی مکانیک کوانتومی و برای عملکرد کامپیوترهای کوانتومی لازم است. اما هنگامی که یک سیستم کوانتومی کاملاً ایزوله نباشد و در تماس با محیط اطراف خود باشد، این همدوسی با زمان از بین می‌رود که به آن ناهمدوسی کوانتمی می‌گویند. به عنوان یک نتیجه از این روند، رفتار کوانتمی مربوطه از بین می‌رود.
ناهمدوسی برای اولین بار در سال ۱۹۷۰ توسط فیزیکدان آلمانی اچ. دیتر زه معرفی شد و یک موضوع تحقیقاتی فعال از دهه ۱۹۸۰ است. ناهمدوسی به یک چارچوب کامل توسعه داده شده‌است تا برای حل مسئله اندازه‌گیری استفاده شود.
ناهمدوسی را می‌توان به عنوان از دست دادن اطلاعات یک سیستم به محیط تلقی کرد (اغلب به عنوان یک منبع گرمایی مدل می‌شود), از آنجا که هر سیستم آزادانه با حالت‌های انرژی محیط اطرافش جفت می‌شود. به‌طور ایزوله‌شده سیستم دینامیک غیر یکانی دارد (اگر چه ترکیب سیستم به علاوه محیطش به شکل یکانی تغییر می‌کند). در نتیجه پویایی سیستم به تنهایی برگشت‌ناپذیر  است. مانند هر جفت شدن، درهم‌تنیدگی بین سیستم و محیط ایجاد می‌شود. این اثر باعث اشتراک گذاری اطلاعات کوانتومی — یا انتقال آن — به پیرامون می‌شود.
ناهمدوسی برای درک فروپاشی تابع موج در مکانیک کوانتومی استفاده می‌شود. ناهمدوسی باعث فروپاشی تابع موج فروپاشی نیست. بلکه یک توضیح برای مشاهده فروپاشی تابع موج فراهم می‌کند که به عنوان یک «نشت» طبیعت کوانتومی سیستم به محیط اطراف است. اجزای تابع موج ناجفت شده از یک سیستم همدوس هستند و از محیط اطراف خود فاز به دست می‌آورند. در مجموع برهم نهی از تابع موج سراسری وجود دارد (و همچنان در سطح سراسری همدوس است) اما سرنوشت نهایی آن یک موضوع تفسیری باقی مانده‌است. به‌طور خاص ناهمدوسی تلاش برای توضیح مسئله اندازه‌گیری نیست. بلکه ناهمدوسی یک توضیح برای تبدیل سیستم به مخلوطی از وضعیت‌ها فراهم می‌کند که ناظر آن را می‌بیند. علاوه بر این مشاهده‌ها ما به ما می‌گوید که این مخلوط به نظر می‌رسد در هنگام اندازه‌گیری یک آنسامبل کوانتومی مناسب باشد. اندازه‌گیری منجر به «تحقق» دقیقاً یک وضعیت در «آنسامبل» است.
ناهمدوسی نماینده یک چالش برای تحقق عملی کامپیوترهای کوانتومی است چرا که از این دست ماشین‌ها انتظار می‌رود به شدت بر روی تکامل ایزوله همدوسی کوانتومی وابسته باشد. به‌طور ساده‌تر آنها نیاز دارند که حالت‌های همدوس حفظ شود ناهمدوسی مدیریت شود تا بتوان محاسبات کوانتومی انجام داد.